# Une drôle de livraison

Une drôle de livraison (Special Delivery) est un téléfilm américain réalisé par Michael M. Scott et diffusé le 21 décembre 2008 sur Lifetime Movie Network.

## Fiche technique
- Titre alternatif : Destination Hawaï
- Titre original : Special Delivery
- Réalisation : Michael M. Scott
- Scénario : Matt Dearborn (en)
- Durée : 88 minutes
- Pays :  États-Unis
- Diffusion en France : 17 avril 2012

## Distribution
- Lisa Edelstein (VF : Frédérique Tirmont) : Maxine Carter[1]
- Brenda Song (VF : Noémie Orphelin) : Alice Cantwell[1]
- Ryan Sullivan : Parachutiste #1
- Justin Provo : Parachutiste #2
- Robert Gant (VF : Guillaume Orsat) : Nate Spencer
- Evan Whitlock : Parachutiste #3
- Michael Cowell (VF : Bernard Bollet) : Bill Devane
- Stan Egi : Danny Wong
- Dann Seki : Dawson
- Ned Van Zandt : Alan Cantwell
- Milan Tresnak : Rudd Weathers
- Blade Rogers : Dex
- Alana Brennan : Fran
- Bonnie Berger (VF : Marie-Martine) : Hôtesse de l'air
- Brock Little : Darius
- Rob Duval : Keith
- Travis Rose : Videur
- Paul T. Mitri : Ivan
- Kristian Peterson : Voiturier
- Julie Ow (en) : Naomi
- Jennifer MacWilliams : Dr Clare
- Walter Klenhard (en) : Randy
- Matt Goldstein : Passager endormi dans l'avion
- May Porter : Serveuse
- Larry Wegger : Touriste à la valise